# پائولین ویتیر
پائولین ویتیر (انگلیسی: Pauline Whittier; ۹ دسامبر ۱۸۷۶ – ۱۰ ژوئن ۱۹۵۵) گلف‌باز زن اهل ایالات متحده آمریکا بود.